# Cooperativa Editora e de Trabalho de Porto Alegre
A Cooperativa Editora e de Trabalho de Porto Alegre (CETPA) foi uma editora gaúcha fundada oficialmente em 1961 por Leonel Brizola e chefiada por José Geraldo. A organização era nacionalista e apostava na substituição do material importado pelo nacional e pela proteção do mercado nacional. Ela foi terminada em 1964. Os quadrinhistas sofreram dificuldades para encontrar emprego por terem sido taxados de comunistas e Brizola e Zé Geraldo foram exilados no Uruguai.

## Criação
Nos anos 60, o mercado de quadrinhos estava turbulento. Vários artistas brasileiros se viram em uma situação financeira difícil, principalmente por causa da preferência das editoras da época em publicar histórias em quadrinhos exportadas. O Brasil também havia passado por uma onda antiquadrinhos, influenciada em partes pela campanha iniciada pelo livro Seduction of the Innocent do psiquiatra Fredric Wertham. Entre outras coisas, se acreditava que os Estados Unidos estavam usando os quadrinhos como medida política para apagar os símbolos nacionais. Em contraste com o mercado brasileiro, graças a uma série de políticas públicas que haviam começado a ser implementadas entre 1910 e 1920 somadas a interrupção da importação de livros e revistas europeias, a Argentina havia se tornado o mais importante centro editorial de língua hispânica do mundo. Nesse contexto, houve um interesse por historietas nacionais e o mercado passou por uma era de ouro. Na política, coalizões de direita e esquerda brigavam no congresso. Entre eles, destacam-se a Ação Democrática Parlamentar (ADP), de direita, e a Frente Parlamentar Nacionalista (FPN), de esquerda. a ADN nasceu como uma reação das reformas propostas pela FPN, que "propugnavam por reformas sociais e pela superação do subdesenvolvimento, combatendo o 'imperialismo' e o latifúndio".
Em 1959, Jânio Quadros se elege presidente e passa a promover sua própria imagem usando quadrinhos, mesmo tecendo críticas ao Popeye por ser muito violento. José Geraldo Barreto Dias, líder das uniões da Guanabara e do Rio de Janeiro, informou o presidente sobre a situação do mercado. Inspirado pelo código de autocensura dos quadrinhos implementado em 1954 nos Estados Unidos, o Comics Code Authority, Jânio Quadros passa a apoiar a nacionalização dos quadrinhos. Ele também teve apoio de Barbosa Lima Sobrinho, do PSB, que propôs a limitação de publicações de histórias estrangeiras como uma forma de censura aos quadrinhos americanos, por considerá-los violentos demais. Ele também propôs a geração de oportunidades de empregos para artistas e a defesa do quadrinho como ferramenta educacional. Em declaração em 1961, para o jornal Última Hora, Jânio afirma que os Estados Unidos estavam monopolizando o mercado brasileiro de forma intencional.
Ainda neste ano, a ADESP (Associação dos Desenhistas de São Paulo) foi criada. Com liderança de Maurício de Sousa, inspirada nas políticas argentinas, a associação exigia uma cota de 30% nas revistas para artistas brasileiros, proposta aderida pelo presidente. Maurício e Zé Geraldo se uniram em uma ofensiva conhecida como Operação Gibi e passaram a exigir uma cota de 60%. Jânio Quadros criou então a ADAGER (Associação de Desenhistas e Argumentistas da Guanabara e do Estado do Rio), presidida por José Geraldo. A instituição insuflou ainda mais o discurso nacionalista. Em agosto, por influência da ADAGER, os gaúchos criaram o que futuramente seria a ADAG ( Associação de Desenhistas e Argumentistas Gaúchos).
Após a renúncia de Jânio Quadros, João Goulart assumiu a presidência. Nesse tempo, José Geraldo viajou ao Rio Grande do Sul por simpatizar com o movimento legalista e conheceu Leonel Brizola. Dias depois, Brizola viajou para o Rio de Janeiro e perguntou se José Geraldo gostaria de se juntar a uma editora pública que estava alinhada com as demandas feitas pelos artistas. Zé Geraldo aceitou e passou a recrutar outros artistas, membros da ADAGER, ADESP e ADAG.
Nenhum dos artistas que se envolveriam com a CETPA haviam feito um curso de quadrinhos propriamente dito. Alguns deles sequer haviam feito um curso de desenho, como Getúlio Delphim, que aprendeu a desenhar sozinho e foi contratado no time de desenhistas da RGE por ter feito contatos enquanto trabalhava como garçom no restaurante do Globo. Vários deles também trabalhavam como quadrinhistas e ao mesmo tempo com design e publicidade. Tudo isso criava muitas expectativas em relação aos planos governamentais para o mercado editorial.
João Mottini fazia sucesso como quadrinhista na Argentina, mas o mercado entrou em crise e em 1962 ele retornou para o Brasil já com viagem marcada para os Estados Unidos, para tentar trabalhar no mercado internacional. Porém, seu irmão estava morrendo de câncer e Mottini decidiu entrar para a CETPA.
Notoriamente, Mauricio de Sousa negou participar da cooperativa. Ele passava por dificuldades na época, e estava com o aluguel 8 meses atrasado. De acordo com sua biografia, Zé Geraldo o convidou para participar da CETPA, mas sob condição que ele fizesse seus personagens se alinharem com as causas de esquerda. Também de acordo com Maurício, sofreu ameaças por telefone após ele ter negado o convite. De acordo com Zé Geraldo, depois de sua abordagem em Mogi das Cruzes, Mauricio simplesmente nunca apareceu no Rio Grande do Sul.

## Influências
Os artistas da CETPA foram muito influenciados por uma cultura de quadrinhos saturada por histórias americanas. Quando questionados sobre suas principais influências, a organização foi unânime em citar Alex Raymond e Hal Foster. Outras histórias como Mandrake, Príncipe Valente e Fantasma também foram citadas como prediletas pelos artistas. Eles liam essas histórias nas revistas O Gibi, Suplemento Juvenil e outras. Como as histórias americanas eram compradas na época por muito barato e distribuídas em massa, e também pelo meio em que tais histórias foram absorvidas pela sociedade brasileira, há uma confusão dentro do grupo com conceitos que são muito bem definidos nos Estados Unidos, como a diferença entre uma tirinha e uma revista em quadrinho.  A CETPA aceitava a importância do quadrinho norte-americano e de Adolfo Aizen para o quadrinho brasileiro ao mesmo tempo que tecia críticas às revistas em circulação. No geral, havia um desprezo do grupo por histórias de super-heróis. Por conta deste nacionalismo, não é de se surpreender que o grupo tenha buscado inspirações no folclore local ao invés de usar a cultura dos super-heróis.

## Período de atividade
A sede da CETPA era na Rua dos Andradas, no Centro Histórico de Porto Alegre. A principal característica da CETPA é nacionalismo, mais especificamente o regionalismo gaúcho. É importante ressaltar que o nacionalismo não era fortemente ligado a um espectro político, mas uma maneira de combater os quadrinhos internacionais.  A primeira história em quadrinhos encomendada para a CETPA foi a História da Liberdade, com argumento de Saidenberg e desenho de Julio Shimamoto, retratando o movimento legalista. O pedido havia sido feito por Leonel Brizola, mas ele mesmo vetou a ideia dizendo que se tratava de "demagogia barata". Apesar de não terem sido remunerados, João Gilberto propõe a criação de uma série de quadrinhos educativos e vários dos artistas que se envolveram com a editora se mudaram para Porto Alegre. Flávio Colin, Getúlio Delphim, Gedeone Malagola e Aylton Thomaz trabalhavam de seus respectivos estados.
A CETPA servia como um syndicate em solo brasileiro, e houve muito investimento por parte do governo. Os quadrinhistas eram remunerados pelo governo Brizola. Enquanto Flavio Teixera e Saidenberg tinham um salário fixo, todos os outros artistas eram remunerados pela produção. A alimentação e estadia também ficavam por conta dos artistas. Zé Geraldo comprou prensas de alta qualidade na Alemanha Oriental, mas a cooperativa não conseguiu pagar as taxas alfandegárias e multas, e o equipamento ficou preso no porto do Rio de Janeiro. No fim, a CETPA ficou sem prensas próprias e, de acordo com Zé Geraldo, posteriormente foram negociadas entre a Folha de S.Paulo e a Lista Telefônica. A cooperativa investiu em tiras de jornais de alcance regional e nacional, revistas e álbuns sob encomenda.
Os quadrinhos educacionais História do Cooperativismo, História do Rio Grande do Sul e Vida do Padre Reus foram publicadas com um teor mais narrativo do que visual, porque os desenhistas não se comunicavam com os roteiristas. Os roteiros eram enviados prontos, sem que os desenhistas fossem consultados. O problema não ocorria em quadrinhos seriados, como Aba Larga. Outras obras que não chegaram a ser publicadas são A Campanha de Canudos e A Escravidão no Brasil. Ambas foram criadas por Mottini, e o mesmo considera A Campanha de Canudos a melhor história que ele já fez, enquanto a Escravidão do Brasil era um quadrinho com mais 450 quadros e próximo de 90 páginas, algo grande para a época. Ambas as obras foram levadas para São Paulo por um editor da CETPA não identificado e permanecem perdidas desde então.
Havia um sentimento de insatisfação entre os artistas em relação aos rumos tomados pela diretoria. Muitos dos quadrinhistas passaram a ter problemas com Zé Geraldo. Os primeiros a abandonarem a cooperativa foram Saindenberg e Shimamoto, que voltaram para São Paulo. De acordo com Shimamoto, havia gasto excessivo de dinheiro por parte de Zé Geraldo, existiam cargos decorativos dentro da editora que eram ocupados por membros do governo, e foi criado um projeto oneroso de uma revista de fotonovelas para garotas chamada Flerte, mas que o dinheiro em tese era gasto com prostitutas, que vinham disfarçadas de candidatas.

### Aba Larga
A história, criada por Getulio Delphim, é um western sobre um membro da Polícia Montada do Rio Grande do Sul. Getuio Delphim trabalhava do Rio de Janeiro e deixava espaço criativo para Wilton Martins compor parte roteiro, porém na época não havia o costume de creditar letristas. Na criação da CETPA, Delphim se mudou para Santa Maria para estudar a cultura dos pampas gaúchos. Como propaganda para a revista, José Geraldo promoveu um piquete com os personagens da série na assembleia legislativa do estado, o que levou parte dos políticos acharem que se tratava de um golpe brizolista. Em outra tentativa falha, Zé Geraldo fez um cavalariano a caráter atravessar o estádio Beira-Rio antes do jogo, mas o sistema de som falhou e a comitiva foi vaiada. Por fim, em uma tentativa de promover a editora como um todo, um saxofonista-sanduíche vestido de arlequim foi posto nas ruas tocando músicas como Petit Fleur, de Sidney Bechet, mas o público passou a lhe chamar de palhaço e o ator os xingava de volta. Eventualmente, Delphim saiu da revista, que foi continuada por João Batista Mottini.

### História do Rio Grande do Sul
Foi o maior sucesso de público da CETPA. Foi desenhada e colorizada por Julio Shimamoto, com alguma páginas desenhadas por Mottini e capa de Thierry. Este é o único quadrinho inteiramente em cores publicado pela cooperativa. Júlio Shimamoto enviou o manuscrito original e retornou para São Paulo após o pagamento. Anos depois, ele descobriu que algumas páginas foram perdidas e substituídas por outras feitas por Mottini. O resultado final não foi de seu agrado.

### História do Cooperativismo
Quadrinho educacional por encomenda que chegou a ser distribuído em escolas no Rio Grande do Sul. Foi o trabalho mais rentável da cooperativa.

### Sepé Tiajaru
Flavio Colin foi escalado para criar quadrinhos sobre um personagem histórico, o índio Sepé Tiaraju, tanto em tiras de jornal, como em uma revista em quadrinhos. Em 1979, Flávio Colin retoma o personagem na revista Especial de Quadrinhos - Sertão e Pampas da editora Grafipar de Curitiba, com roteiros de Luiz Rettamozo.

### Crimes que Abalaram o Rio Grande do Sul
Quadrinho desenhado por Mottini e publicado na edição gaúcha de Última Hora, que estreia em 18 de fevereiro de 1964. As histórias era publicadas como acompanhamento para as páginas policiais. A primeira história publicada foi O açougue macabro da Rua do Arvoredo, que marca o centenário dos crimes que povoam o imaginário gaúcho.

## Encerramento
As relações de sociabilidade da cooperativa eram ruins, e muitos dos membros estavam descontentes com as decisões da diretoria. Com a chegada dos militares ao poder, muitos dos quadrinhistas, taxados de comunistas pelas suas ligações com Brizola, foram marginalizados e sofreram dificuldades para encontrar emprego.
Com o retorno de Júlio Shimamoto a São Paulo, Maurício de Sousa o contratou para escrever uma espécie de Zorro brasileiro nas páginas do tabloide infantil A Folhinha da Folha de S.Paulo. Já familiarizado com as histórias do Rio Grande do Sul, ele criou O Gaúcho, embora também havia pensado em fazer uma série sobre um cangaceiro. Saidenberg foi contratado pela empresa McCann Erickson e passou a trabalhar com publicidade. Vários amigos de José Geraldo foram presos, e o próprio Zé e Brizola foram exilados no Uruguai.
Como crítica, Mottini diz que a CETPA deveria ter seguido o estilo da revista argentina Patoruzito, misturando histórias do exterior com as brasileiras.

## Lista de artistas
- José Geraldo
- Julio Shimamoto
- Luiz Saidenberg
- Renato Canini
- João Mottini
- Flavio Luiz Teixeira
- Aníbal Bendati
- Flavio Colin
- Getulio Delphim
- Thierry de Castro (responsável pela maior parte das capas)[5]
- Gedeone Malagola (não creditado)
- Hélio Porto (não creditado)
- Aylton Thomaz (não creditado)
- Wilton Martins (letrista) (não creditado)[1]

## Lista de publicações
- História da Legalidade (primeiro quadrinho encomendado, porém não publicado)[5]
- Aba Larga
- Sepé
- Tiradentes
- História do Cooperativismo
- História do Rio Grande do Sul
- A Vida do Padre Reus
- Zé Candango[18]
- Trombadinha [8]
- Flerte (revista de fotonovelas para garotas)[11]
- Crimes que Abalaram o Rio Grande do Sul
- Campanha de Canudos (perdido)
- A Escravidão no Brasil (perdido)[3]

## Literatura complementar
- A Guerra dos Gibis: a Formação do Mercado Editorial Brasileiro e a Censura aos Quadrinhos, 1933-1964, por Gonçalo Junior.  ISBN 978-8535905823
- Os Novos Homens do Amanhã. Projetos e Disputa em Torno dos Quadrinhos na América Latina, por Ivan Lima Gomes. ISBN 978-8555079672
- Apressado Pra Nada, por José Geraldo Barreto Dias. ISBN 978-8586435331